# Haselbacher Rösche

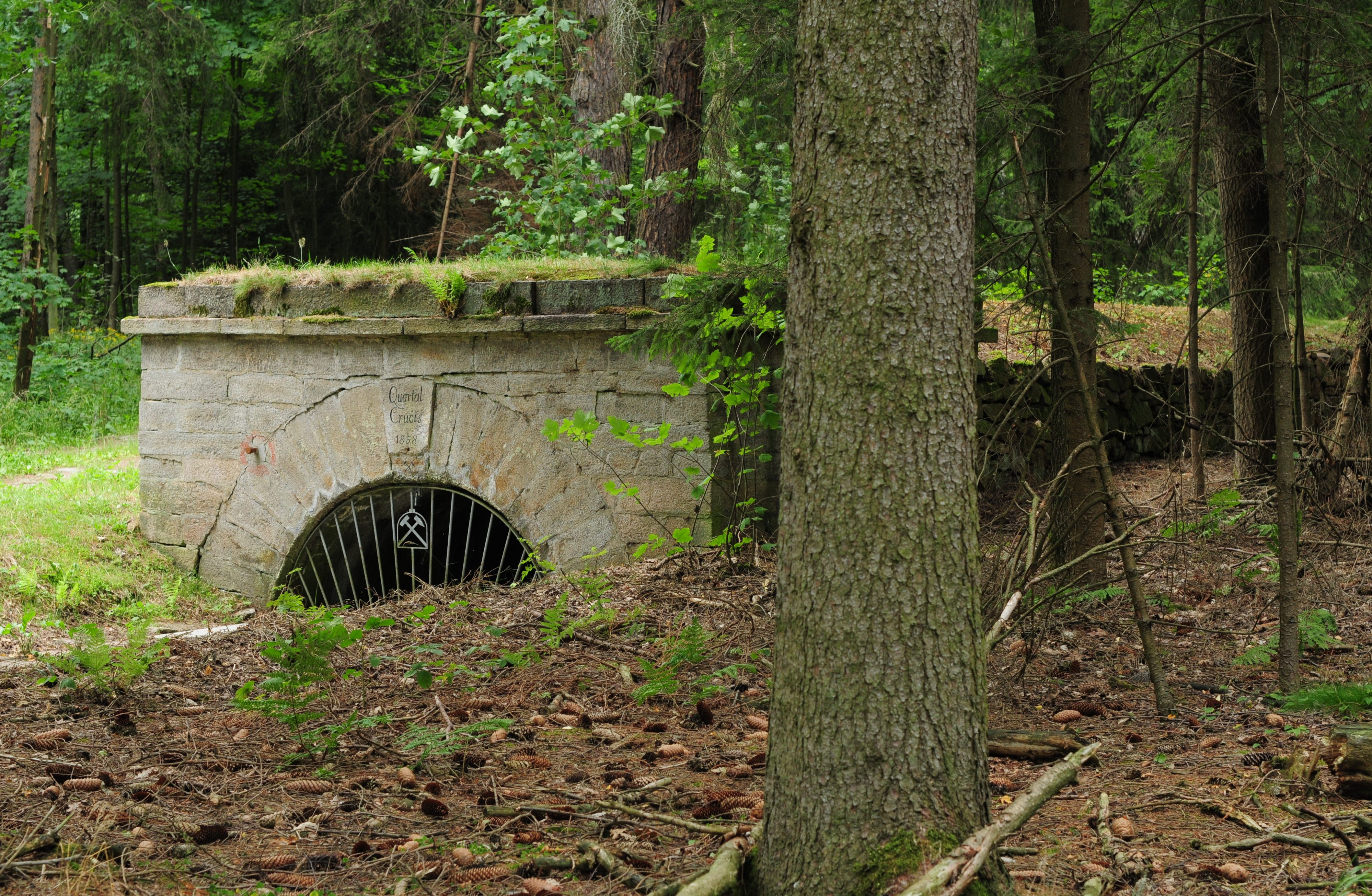
Oberes Mundloch der Haselbacher Rösche

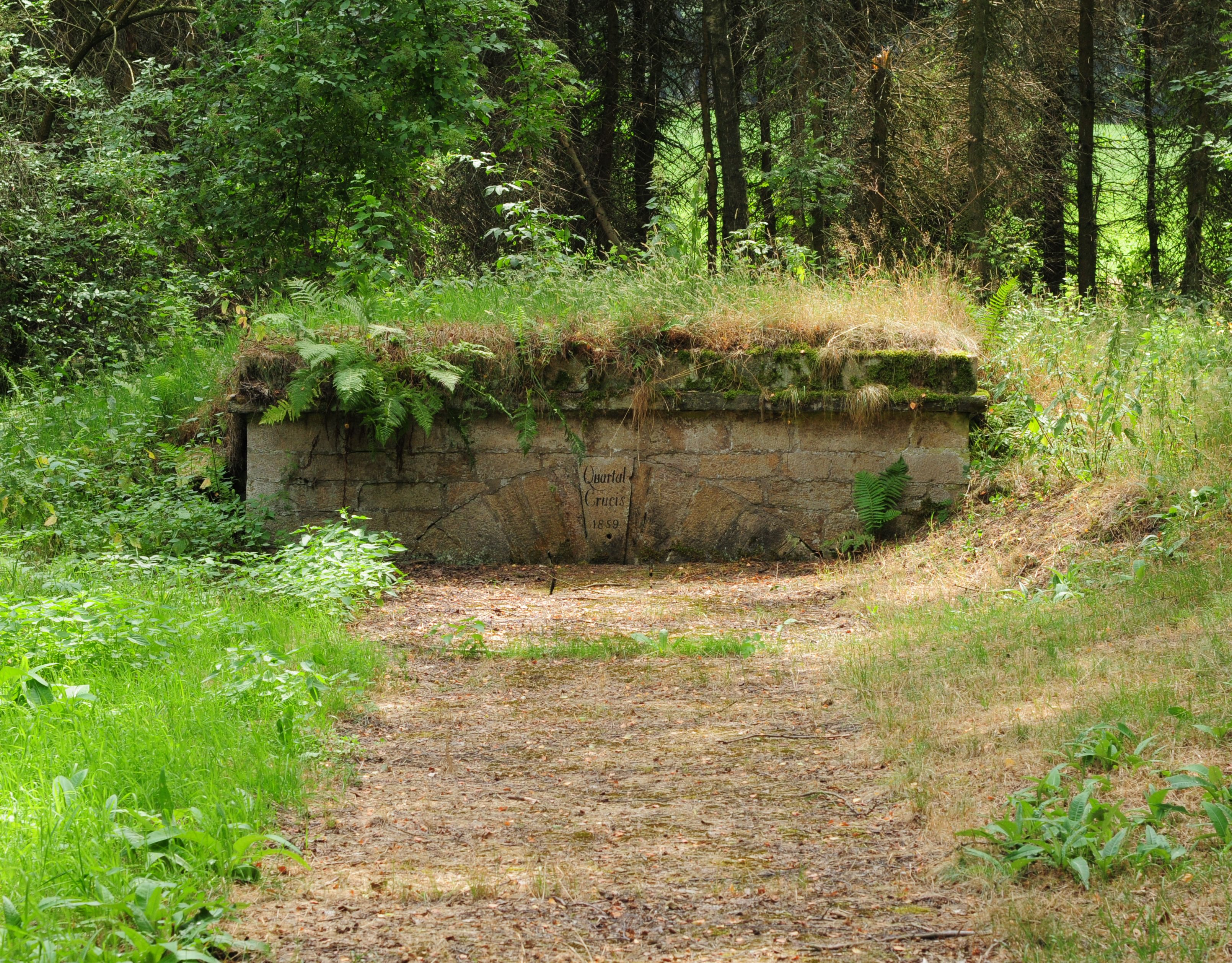
Unteres Mundloch der Haselbacher Rösche

Die Haselbacher Rösche dient der unterirdischen Wasserführung im Verlaufe des Dörnthaler Kunstgrabens. Sie ist eine historische wasserwirtschaftliche Anlage der Revierwasserlaufanstalt des Freiberger Bergbaureviers, die aktuell zur Nutzwassergewinnung in Betrieb ist.

## Lage
Die Rösche unterquert den Ochsenkopf (592,2 m) zwischen Mittelsaida und Haselbach auf einer Länge von etwa 1,2 Kilometern. Sie ersetzte einen früheren Kunstgrabenabschnitt, der diesen Berg an seiner westlichen Flanke ursprünglich umfloss.

## Geschichte
Ihre Errichtung wird in der Literatur für den Zeitraum zwischen 1857 und 1862 angegeben. Die Rösche bildet die Trennung zwischen dem Unteren und den Oberen Dörnthaler Kunstgraben.

## Beschreibung

### Oberes Röschenmundloch
Das obere Röschenmundloch liegt bei etwa 550 m über dem Meeresspiegel am südlichen Abhang des Ochsenkopfes nahe am Waldrand. Dieses Röschenmundloch ist in seiner ursprünglichen Bauweise unverändert erhalten geblieben. Dickere und flache Werksteinquader aus dem Freiberger Graugneis bilden das Mauerwerk des kleinen rechteckigen Bauwerks mit der ebenso ausgeführten gewölbten Röschenöffnung. Die Sichtflächen der Mauerwerksquader wurden mit Einzelhieben geglättet. Der Schlussstein mit der Inschrift Quartal Crucis 1858 schließt den Bogen in seinem Scheitelpunkt ab. Eine schwere Steinreihe als flache Bedachung und ein vorkragendes Gesims schützen die Röschenöffnung an ihrer Oberseite vor der Witterung.
Weil das umliegende Gelände hier einen sehr flachen Anstieg besitzt, verläuft hinter dem Röschenmundloch auf etwa 10 Meter Länge ein oberirdischer Teil der Gewölbemauerung, die seitlich durch eine auslaufende Bruchsteinmauer gesichert, jedoch auf ihrer Oberfläche mit Gras bewachsen ist.
Am seitlich vorbeiführenden Weg stehen zwei Markierungssteine der historischen Markscheidearbeiten. Einer trägt die kurfürstliche Krone und eine nicht mehr sicher bestimmbare Nummerierung (evtl.: 8.).
Wenige Meter vom Röschenmundloch befindet sich ein Schütz (Rainbachschütz) im Kunstgraben mit einem einfachen Holzgebäude. Auf dem Messtischblatt Nr. 116, Blatt Lengefeld (1927) trägt der natürliche Wasserlauf den Namen Scheide-Bach.
Von einer Wegegabelung des Buschhauswegs, an der Stelle des ehemaligen Buschhauses, führt ein Weg durch den Wald in südliche Richtung zum oberen Röschenmundloch. Wenige Meter oberhalb des Mundlochs befinden sich zwei überwachsene Halden. Der aus Richtung Dörnthal zufließende Kunstgraben ist mit Betonplatten abgedeckt. Am Schützenhaus quert ein Waldbach den Kunstgraben. Der Schütz entwässert in diesen Bach, der in Richtung des Dorfes Haselbach abfließt.

### Unteres Röschenmundloch
Das untere Röschenmundloch befindet sich im Tal des Biehlabaches auf etwa 545 m über dem Meeresspiegel in einer von Bäumen umwachsenen Senke und ohne Wegeanbindung. Die bauliche Ausführung des Mundlochs ist auch hier in originaler Weise erhalten geblieben. Hammerrecht zugehauene Blöcke des Graugneises bilden die Front und die Wölbung des Mundloches mit dem beschrifteten Schlussstein. Er trägt die Inschrift Quartal Crucis 1859. Wenige Meter westlich des Röschenmundlochs befindet sich eine kleine überwachsene Halde. Der abfließende Kunstgraben ist mit Betonplatten abgedeckt.

## Galerie

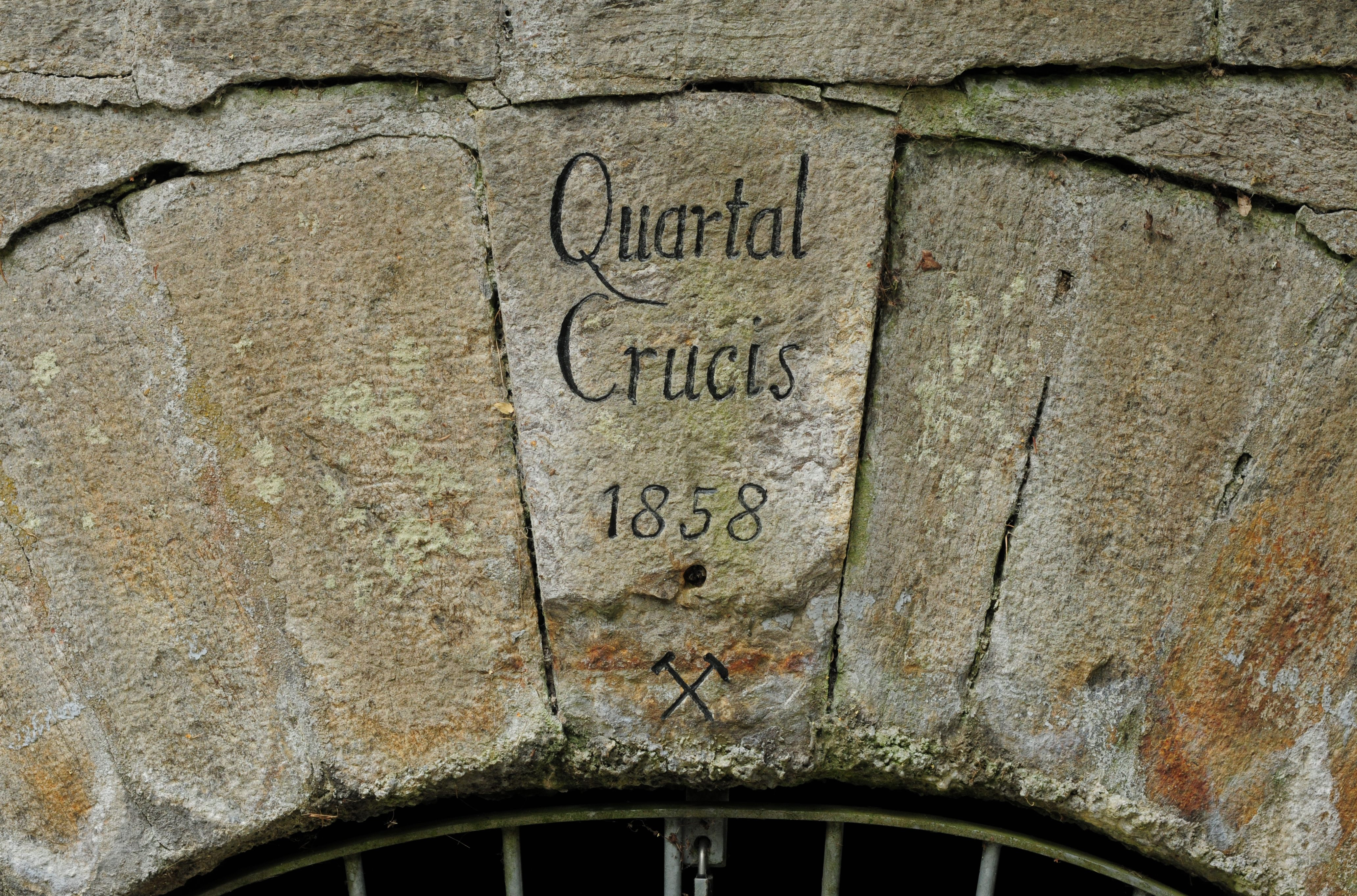
Schlussstein am oberen Mundloch
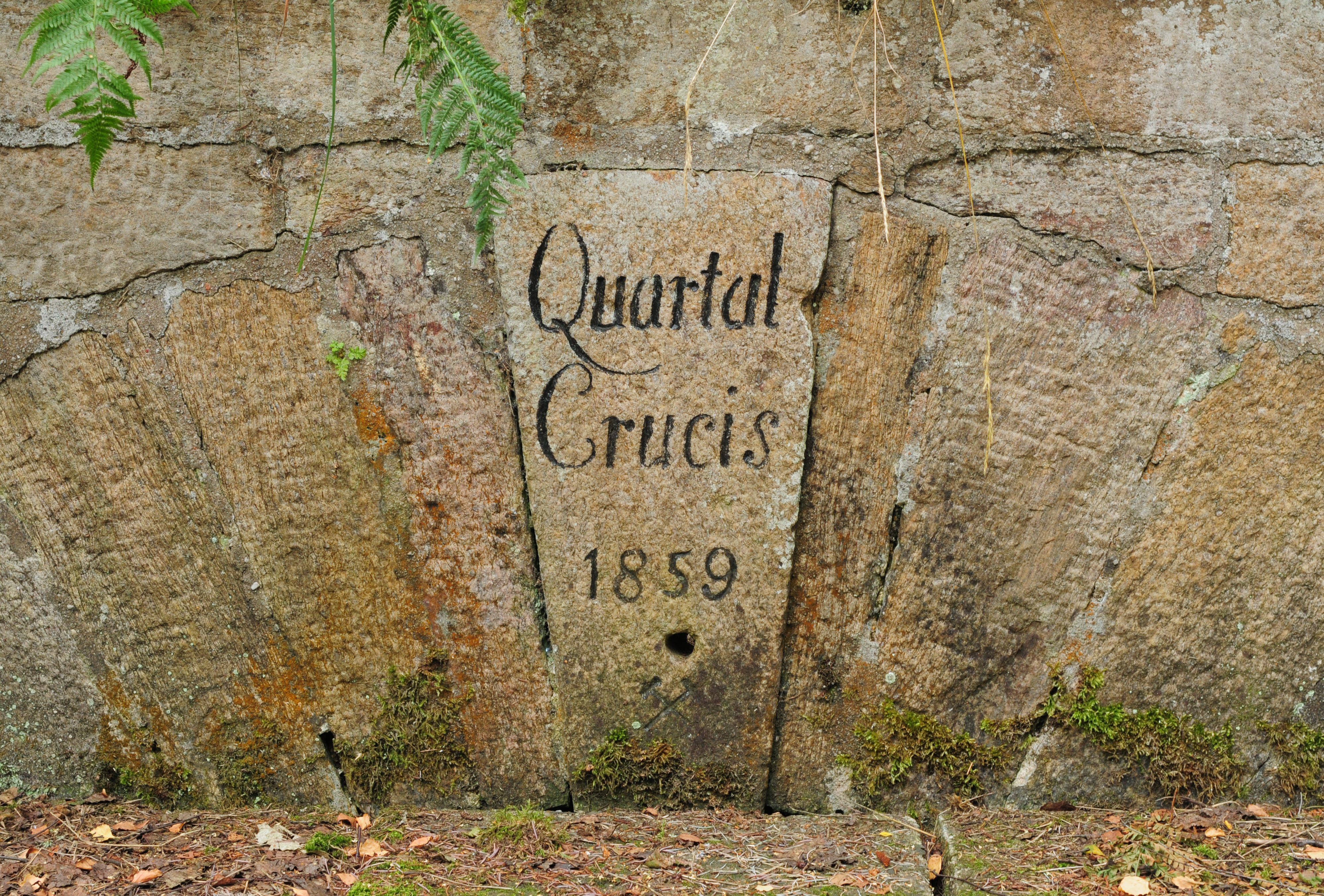
Schlussstein am unteren Mundloch
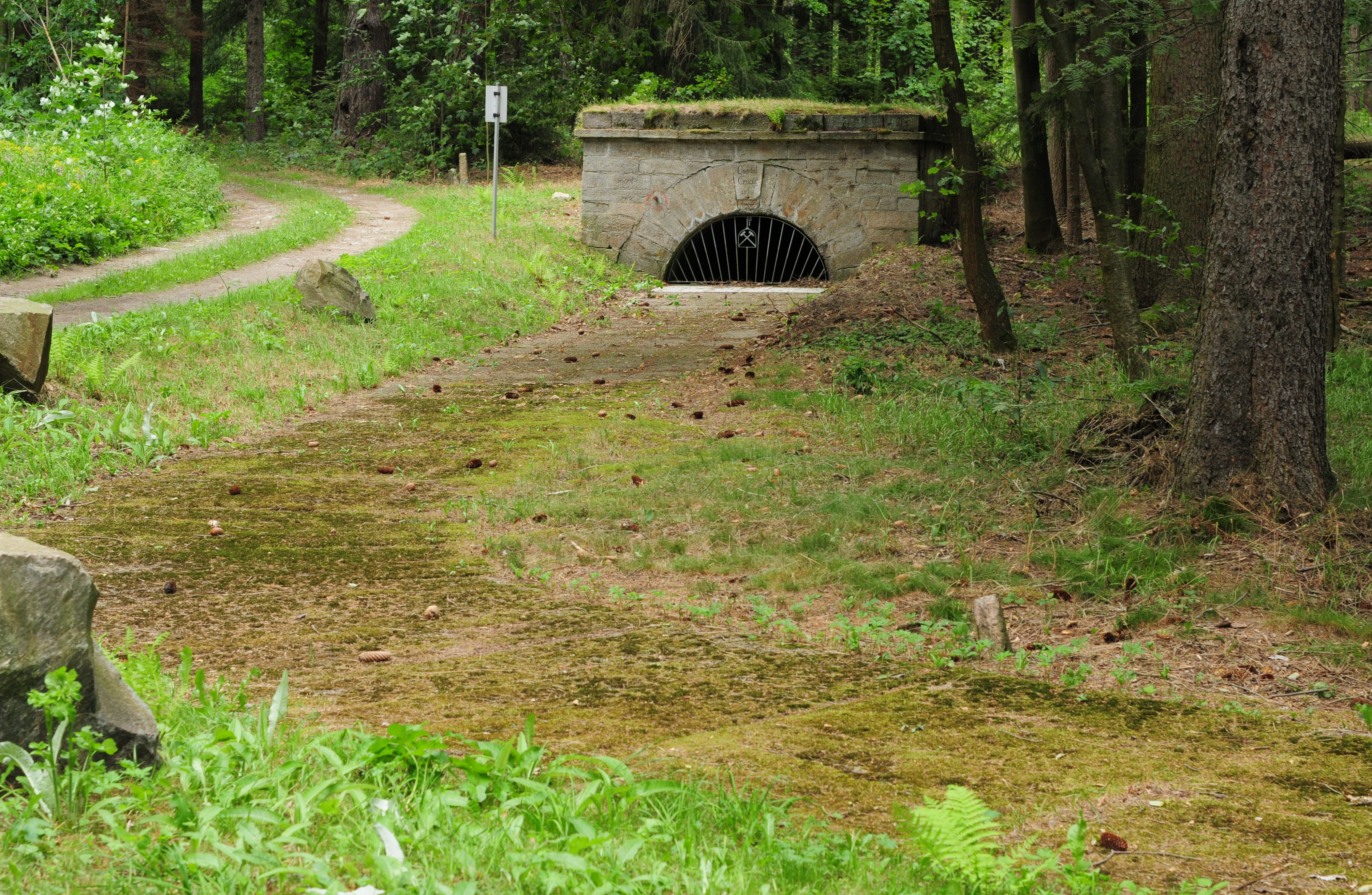
Oberes Röschenmundloch und Kunstgraben